# Mabel Coronel Cuenca
Mabel Coronel Cuenca, también conocida por su seudónimo "La Eterna Aprendiz", (Hernandarias, 24 de mayo de 1979) es una escritora, poetisa, editora y docente universitaria paraguaya especializada en investigación. Embajadora Universal de Paz del Cercle universel des ambassadeurs de la paix, Embajadora Universal de la Cultura con el aval de la UNESCO, otorgando durante el XII Encuentro Internacional de Escritores y Artistas de Tarija, Bolivia. Embajadora Cultural de A.I.P.E.H. Drª Honoris Causa en Humanidades por el Instituto Júlio Ribeiro Cortez de Educación y Cultura IJRCEC. Dra. Honoris Causa en Literatura 2018. Académica Correspondiente, asiento N.º 3, Patrono Emiliano R. Fernández, de la Academia Internacional de Artes y Letras Sul-Lurenciana AIL. Fundadora de la Sociedad de Escritores del Paraguay - Filial Alto Paraná, y primera presidente de la misma, conocida especialmente por su labor literaria del Arte a Favor de la Vida, a través de la Antología Poética Internacional Mujeres y sus Plumas, obra poética que ha sido donada a la Fundación Apostar por la Vida Paraguay por tercer año consecutivo, y que reúne a mujeres poetas de los cuatro puntos cardinales del mundo, en favor de la lucha contra el cáncer de mama.

## Biografía
Nació en Hernandarias, Paraguay, en el año 1979.
Sus estudios primarios los realizó en la Escuela Graduada N.º 855 "Doña Heriberta Matiauda de Stroessner", de la ciudad de Hernandarias (hoy día, Escuela Básica N.º 855 San Antonio de Padua), y los secundarios los cursó en el Colegio Nacional Tacurú Pucú, de la misma ciudad (Promoción 1997).
Egresada de la Carrera de Formación Docente (Promoción 2000) del Centro Regional de Educación Dr. José Gaspar Rodríguez de Francia (Ciudad del Este), Licenciada en Ciencias de la Educación con Énfasis en Ciencias Sociales (Mejor alumna y mejor egresada de la promoción 2007), de la Universidad Tecnológica Intercontinental UTIC, Sede Hernandarias; cursó postgrado en Didáctica Superior Universitaria, y posee Diplomado en Metodología de la Investigación Científica de la Universidad de Celaya, México, bajo la coordinación y orientación del Dr. Roberto Hernández Sampieri.
Es fundadora de la Escuela Básica N.º 5944 "Ramón Jesús González Navero" de la ciudad de Hernandarias (2001), fundadora y primera presidenta de la Sociedad de Escritores del Paraguay SEP - Filial Alto Paraná (2015), coordinadora del Encuentro de Escritores del MERCOSUR, Representante Oficial del Paraguay en Letras del MERCOSUR, Presidente de la Mesa Sectorial de Cultura de la Ciudad de Hernandarias.
En el 2014 crea la Antología Poética Internacional Mujeres y sus Plumas, con la participación de 20 mujeres poetas de 9 países y elige a la Fundación Apostar por la Vida, de Paraguay, para recibir en carácter de donación la obra, y que todo lo recaudado de la venta de los libros sea invertido en el tratamiento y prevención del cáncer de mamas. En el segundo año, la obra reunió a 40 mujeres poetas de 11 países y en el tercer año consecutivo, han participado 120 mujeres poetas de 15 países. El libro Mujeres y sus Plumas ha sido declarado de Interés Cultural por la Gobernación de Alto Paraná, Gobernación de Amambay, y varias ciudades del Paraguay, tales como Hernandarias, Minga Guazú, Presidente Franco, Juan León Mallorquín, Pedro Juan Caballero, etc. 
En el 2004 ganó el Concurso "El paraguayo/a del año" organizado por el Viceministerio de la Juventud de Paraguay, en conjunto con GTZ y las Secretarías de la juventud de las gobernaciones del país, obteniendo como premio la suma de 1000 USD, en este concurso participaron 200 jóvenes paraguayos de hasta 24 años, donde se tuvo en cuenta la historia de vida de cada uno.
Fue finalista de los Premios Jóvenes Sobresalientes del Paraguay de la Cámara Junior Internacional JCI, 2014, categoría Logros y Superación Personal.
Obtuvo el Premio Galardón Alto Paraná 19 años, categoría "educación y cultura", como destacada escritora nacional e internacional.
El 8 de abril de 2017, recibió el Galardón Internacional "Impulsora de la escritura en sudamérica", otorgado por los Premios Santa Cecilia, en Caracas, Venezuela.
En su niñez y parte de la adolescencia, trabajaba vendiendo chipas, empanadas, huevos, etc. para ayudar en el sustento del hogar y seguir estudiando, ya que su padre abandonó el hogar cuando ella tenía apenas 3 años.
El 22 de abril de 2017, el Círculo Universal de Embajadores de la Paz, con sede en Francia y Suiza, le otorgó el título de Embajadora Universal de la Paz en representación del Paraguay.
Ganadora del concurso Jóvenes Sobresalientes del Paraguay, Premios TOYP 2017, de la Cámara Junior Internacional JCI - Ciudad del Este, categoría logros culturales.
Obtuvo el Premio Latinoamericano de Cultura “Araceli Yániz de Gutiérrez” durante la IX Sesión Solemne de la Academia Latinoamericana de Literatura Moderna, Acapulco, México, 2018.
En el año 2018 recibió el título de Dra. Honoris Causa en Humanidades, del IJRCEC en Mantena, Minas Gerais, Brasil; y el título de Dra. Honoris Causa en Literatura, de la Academia Latinoamericana de Literatura Moderna y a Sociedad Académica de Historiadores Iberoamericanos, durante las Jornadas Literarias realizadas junto con la Universidad Latina de América, en Morelia, México.
Escribe poemas desde que era adolescente, sin embargo, recién en el año 2014 decide participar de un certamen poética internacional, donde resultó finalista y obtuvo el derecho de que su poema sea publicado por la Editorial GarBec de EE. UU. siendo la única paraguaya a integrarla entre 40 poetas del mundo. Luego lanzó su primera novela autobiográfico Las Aventuras de Vera y Yo. Mujeres con Pantalones - Kuña Kuimba'e. Forjando Historia entre animales rastreros, obra declarada de Interés cultural distrital por la Honorable Junta Municipal de Hernandarias y de Interés Cultural Departamental por la Honorable Junta Departamental de la Gobernación de Alto Paraná. Participa activamente en revistas internacionales, tales como Azahar (España) y Gealittera (Revista digital coeditada por España y Argentina). 

## Obras
- Las Aventuras de Vera y Yo. Mujeres con Pantalones - Kuña Kuimba'e. Forjando Historia entre animales rastreros(2014), novela autobiográfica.
- La criadita (2015), novela.
- La tobateña (2015), novela.
- Mujeres y sus plumas I (2014), Antología Poética Internacional.[15]
- Mujeres y sus plumas II (2015), Antología Poética Internacional.
- Mujeres y sus plumas III (2016), Antología Poética Internacional.
- Tributo a Delfina Acosta (2015), Antología Poética Internacional.[16][17][18]
- Ecos de mi alma (2015), poemario.
- De brujas y otros cuentos (2016), cuento
- Antología Poética "Día del Poeta Paraguayo" (2020)

## Participación en obras colectivas a través de concurso
- Antología Poética Xochiquetzal "Historias de amor y algo más". Editorial Garbec, EE.UU, 2014
- Antología Poética "Los 5 elementos". Editorial Garbec, EE.UU, 2015
- Proyecto "Rosas para mamá" de Entre vuelo y versos - Guatemala (Libro electrónico)

## Colaboración en obras colectivas
- Antología Poética "1000 poemas a Sor Teresa de Calcuta", editada y publicada por Alfred Asís
- Antología Poética "¿Por qué México", editada y publicada por Alfred Asís.
- Antología "Mujer", 2016. Por el Día Internacional de la Mujer compartimos esta Antología Mujer, de SADE Filial Tucumán, compilada por Alejandra Burzac Sáenz y diagramada por Editorial Trascendernoa.
- Antología "Diciembre 2020 Navidad del Paraguay", compilada por Princesa Aquino Augsten e impresa por Editorial Arandurä, 2020.
- E-book "Ecos da lagoa", de la Academia Internacional de Artes y Letras Sul-Lourenciana (AIL), Editora In House, 2020.

Colaboraciones: 
- Colabora de manera periódica con la Revista Poética Azahar (España).
- Revista Digital Gealittera, de publicación mensual.
- Revista Digital de la Sociedad de Escritores del Paraguay.

## Premios y reconocimientos
- 2001, Fundó la Escuela Básica N.º 5944 “Ramón Jesús González Navero”
- 2001 – 2004, Directora y Docente en carácter Ad-Honorem
- 2004, Ganadora del Concurso “El Joven Paraguayo del 2004” por el Viceministerio de la Juventud.
- 2014, Finalista de los Premios Jóvenes Sobresalientes del Paraguay 2014, Organizado por la JCI - Categoría Superación y logros personales.
- 2015, Primera socia activa de la Sociedad de Escritores del Paraguay (SEP) en el Departamento de Alto Paraná, fundó la Filial de Sociedad de Escritores del Paraguay en el Alto Paraná[19][20]
- 2016, Obtuvo el Premio Galardón Alto Paraná 19 años, categoría educación y cultura, como destacada escritora nacional e internacional, premio entregado en una cena de gala en Imperivm Centro de Evetos, Ciudad del Este, Alto Paraná, Paraguay, el día viernes 25 de noviembre de 2016.
- 2015, Representó oficialmente a la Sociedad de Escritores del Paraguay en el 9.º Congreso de Escritores de la Sociedad Argentina de Escritores SADE, realizado en Córdoba, Argentina los días 3, 4 y 5 de septiembre de 2015.[21][22]
- 2016, Presentó la Antología Poética Internacional Mujeres y sus Plumas en la Feria Internacional del Libro de Asunción 2016, organizada por la CLAP
- 2016, Coordinadora General del XII Encuentro de Escritores del MERCOSUR, IX Congreso Internacional de Educación Intercultural y Literatura Contemporánea, y VI Encuentro de Productores Culturales del MERCOSUR, realizado en la ciudad de Hernandarias, departamento de Alto Paraná, República del Paraguay, del 20 al 22 de mayo, declarado de Interés Cultural por el PARLASUR, resultando Hernandarias sede permanente del evento al igual que la ciudad de Puerto Iguazú, Argentina.[23][24][25]
- 2016, Organizó junto con la Cámara Paraguaya del Libro CAPEL, y la Municipalidad de Hernandarias, la Primera Libroferia de Hernandarias, realizada los días 6, 7 y 8 de julio de 2016.[26]
- 2017, Recibió el Galardón Internacional "Impulsora de la escritura en sudamérica", de los Premios Santa Cecilia, Caracas, Venezuela.[27]
- 2017, Recibió el Premio TOYP 2017 de la Cámara Junior Internacional JCI - Ciudad del Este, categoría logros culturales.
- 2017, Recibió el Galardón "Ana del Valle", premio otorgado por la Fundación Roberto A. Rovere.
- 2018, Recibió el Premio Cultural Latinoamericano "Arcelia Yañiz de Gutiérrez", de la Academia Latinoamericana de Literatura Moderna y la Sociedad Académica de Historiadores, 2018.
- 2018, Recibió el título Drª. Honoris Causa en Humanidades, del Instituto Júlio Ribeiro Cortez de Educación y Cultura - IJRCEC.[3]
- 2018, Recibió el título Drª. Honoris Causa en Literatura 2018, de la Academia Latinoamericana de Literatura Moderna y a Sociedad Académica de Historiadores Iberoamericanos.[3]

Reconocimientos: 
- Honor al Mérito a la Mejor Directora por su excelente y brillante desempeño como “Directora” demostrado y admirado por la comunidad, otorgado en acto público en fecha 30 de abril de 2002, junto con una medalla de oro con la inscripción de Honor al Mérito a la Fundadora de la Escuela Gda. N.º 5944 RJGN.
- Mención de Honor y Plaqueta de Oro como Mejor Alumna de la Carrera de Ciencias de la Educación, de la Universidad Tecnológica Intercontinental, Sede Hernandarias, y Mejor Egresada de la Promoción 2007.
- Mención de Honor por su obra denominada “Pordiosero”, otorgado por los jurados internacionales del “I Certamen de Poesía Romántica Mon Amour”, organizada por la Comunidad Literaria Entre Vuelo y Versos, de Guatemala. (7 de julio de 2014)
- Responsabilidad Social 2014, otorgado por la Fundación Apostar por la Vida en fecha 13 de febrero de 2015. -Reconocimiento por la labor en pro de la dignificación de la mujer en la sociedad, otorgado por la Junta Municipal de Minga Guazú, el 24 de febrero de 2015.
- Reconocimiento y Gratitud por la Valentía demostrada para forjar una casa de estudios y haber dado lo mejor de sí para la educación de los niños de la comunidad, distinción recibida en acto público, el 13 de mayo de 2015 por parte de la Dirección y la ACE de la Escuela Básica N.º 5944 “Ramón Jesús González Navero”.
- Es una de las dos paraguayas egresadas del Primer Diplomado Internacional en Metodología de la Investigación, de la Universidad de Celaya, México, bajo la coordinación del Dr. Roberto Hernández Sampieri, con calificación 10 absoluto en los 4 módulos desarrollados.
- Ganadora del Certamen de Poesía “Los cinco elementos” de la Editorial Garbec, EE. UU. 2015.
- Declarada Huésped de Honor por el Concejo Deliberante de la ciudad de Puerto Iguazú, Misiones, Argentina. (Expediente N.º 79/15 Letra “C”. Declaración N.º 21/15 de fecha 17 de diciembre de 2015)
- Diploma de Honor al Mérito Literario, por haber expuesto con brillantez su obra literaria en la IX Muestra Internacional de Cartas y Poemas de Amor y Amistad, desarrollada en la ciudad de Cajamarca, Perú, del 13 al 26 de febrero de 2016, con obras procedentes de 14 países.
- Coordinadora General del XII Encuentro de Escritores del MERCOSUR, IX Congreso Internacional de Educación Intercultural y Literatura Contemporánea, y VI Encuentro de Productores Culturales del MERCOSUR, realizado en la ciudad de Hernandarias, departamento de Alto Paraná, República del Paraguay, del 20 al 22 de mayo, evento declarado de Interés Cultural por el PARLASUR.[28]
- Mención de Alabanza, en reconocimiento a la fertilidad de la trayectoria en la cultura, producción, promoción y difusión literaria y la profunda incusrión en el ámbito latinoamericano, otorgada por International Organization of Cultural Diplomacy I.O.C.D. el día 9 de septiembre de 2018.
- Electa por la Editorial Hispana Estados Unidos como de las escritoras a formar parte de la Antología “Los 100 Escritores Destacados 2018/ Escritores de Oro 2019”.
- Reconocimiento Especial como Presidenta del Comité Científico Organizador del "I Encuentro Latinoamericano de Literatura Moderna y Congreso Científico Iberoamericano de Educadores", realizado del 4 al 7 de julio de 2019, en la ciudad de Hernandarias-Paraguay. Evento declarado de Interés Educativo por el Ministerio de Educación y Ciencias, de Interés Científico y Tecnológico por CONACYT, de Interés Turístico Nacional por SENATUR, de Interés Educativo y Cultural por el PARLASUR, de Interés Educativo, Cultural y Turístico por la Gobernación del Alto Paraná y la Municipalidad de Hernandarias, y de Interés Cultural por el Ente Cultural de Tucumán-Argentina.Gran Maestra Honoraria de la Asociación de Escritores y Artistas del Orbe (AEADO) en reconocimiento a su gran labor espiritual en defensa de la educación, la cultura, la ecología y la paz en el mundo.
- Premio mundial de literatura "Estrella poética mundial" 2019. Otorgado por World Nations Writers Union (WNWU), Kazajistán, por sus obras de excelencia en el campo de la literatura mundial.
- Reconocimiento como Visitante Distinguida del Municipio de San Lorenzo, en el marco del XII Encuentro Internacional de Escritores y Artistas, Tarija-Bolivia 2019.
- Reconocimiento como Visitante Distinguida del Municipio de Tarija, en el marco del XII Encuentro Internacional de Escritores y Artistas, Tarija-Bolivia 2019.